# Joanne Woodward

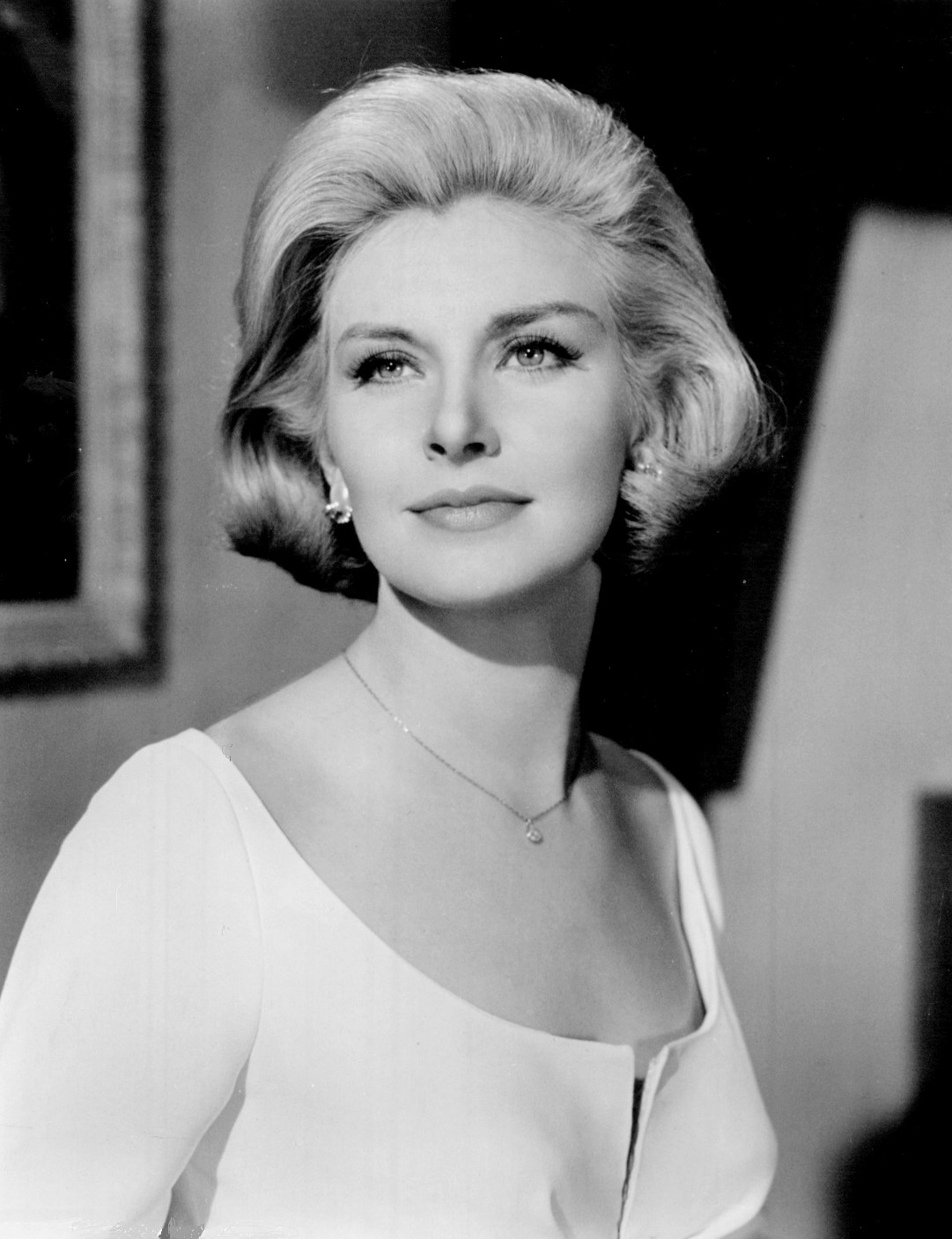
Joanne Woodward in 1971

Joanne Gignilliat Trimmier Woodward (Thomasville (Georgia), 27 februari 1930) is een Amerikaans actrice die zowel een Academy Award, een Golden Globe en een Emmy als een prijs voor beste actrice op het Filmfestival van Cannes won. Woodward is tevens een televisie- en theaterproducent. Ze is de weduwe van Paul Newman, met wie ze vijftig jaar – tot aan zijn dood in 2008 – getrouwd was.

## Biografie
Woodward is de dochter van Elinor Gignilliat (geboren: Trimmier) en Wade Woodward, jr., die op een gegeven moment vicepresident van uitgeverij Charles Scribner's Sons was. Haar tweede voornaam, "Gignilliat", stamt van origine af van hugenoten. Ze werd beïnvloed door haar moeder om actrice te worden, omdat haar moeder een grote filmliefhebster was. Haar moeder vernoemde haar naar Joan Crawford, waarbij ze de zuidelijke uitspraak van de naam "Joanne" gebruikte.
Na het bijwonen van de première van Gone with the Wind in Atlanta, rende de negenjarige Woodward naar de sterrenparade en klom op schoot van Laurence Olivier,destijds de echtgenoot van de ster van de film,Vivien Leigh. Uiteindelijk, in 1979, werkte ze zelfs samen met Olivier in een televisieproductie van Come Back, Little Sheba.

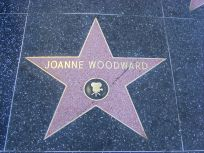
Ster op de Hollywood Walk of Fame

## Carrière
Woodwards eerste film was een western van na de Amerikaanse Burgeroorlog: Count Three and Pray (1955). Zij bleef heen en weer reizen tussen Hollywood en Broadway, als mogelijke understudy in de New Yorkse theaterproductie Picnic, waarin Paul Newman schitterde. De twee trouwden in 1958 na hun gezamenlijke werk in de film The Long, Hot Summer. Voor die tijd had Woodward al geschitterd in de film The Three Faces of Eve (1957), waarvoor ze een Academy Award voor Beste Actrice kreeg. In 1960 behoorde Woodward tot de eerste personen die een ster kregen op de Hollywood Walk of Fame.

## Onderscheidingen
1991: Four Freedoms Award vrijwaring van gebrek

## Films met Paul Newman
Ze verscheen met haar echtgenoot Paul Newman in tien bekende films:
- The Long, Hot Summer (1958)
- Rally 'Round the Flag, Boys! (1958)
- From the Terrace (1960)
- Paris Blues (1961)
- A New Kind of Love (1963)
- Winning (1969)
- WUSA (1970)
- The Drowning Pool (1975)
- Harry & Son (1984)
- Mr. and Mrs. Bridge (1990)

Zij speelden beiden in de mini-serie (tv) Empire Falls, maar niet in dezelfde scènes.
Woodward speelde in de volgende films die door Newman werden geregisseerd of geproduceerd, maar waarin hijzelf geen rol vervulde.
- Rachel, Rachel (1968)
- They Might Be Giants (1971)
- The Effect of Gamma Rays on Man-in-the-Moon Marigolds - met een rol van hun dochter Nell Newman (1972)
- The Shadow Box (1980) - (televisiefilm)
- The Glass Menagerie (1987)

## Filmografie
| Jaar | Film                                                  | Rol                             | Bijzonderheden                                                                      |
| ---- | ----------------------------------------------------- | ------------------------------- | ----------------------------------------------------------------------------------- |
| 1955 | Count Three and Pray                                  | Lissy                           |                                                                                     |
| 1956 | A Kiss Before Dying                                   | Dorothy ('Dorie') Kingship      |                                                                                     |
| 1957 | The Three Faces of Eve                                | Eve White / Eve Black / Jane    | Academy Award voor Beste Actrice; Golden Globe; Nominatie - BAFTA Award             |
| 1957 | No Down Payment                                       | Leola Boone                     | Nominatie - BAFTA Award                                                             |
| 1958 | The Long, Hot Summer                                  | Clara Varner                    |                                                                                     |
| 1958 | Rally 'Round the Flag, Boys!                          | Grace Oglethorpe Bannerman      |                                                                                     |
| 1959 | The Sound and the Fury                                | Quentin Compson/Narrator        |                                                                                     |
| 1959 | The Fugitive Kind                                     | Carol Cutrere                   |                                                                                     |
| 1960 | From the Terrace                                      | Mary St. John/Mrs. Alfred Eaton |                                                                                     |
| 1961 | Paris Blues                                           | Lillian Corning                 |                                                                                     |
| 1963 | The Stripper                                          | Lila Green                      |                                                                                     |
| 1963 | A New Kind of Love                                    | Samantha (Sam) Blake/Mimi       | Nominatie - Golden Globe                                                            |
| 1964 | Signpost to Murder                                    | Molly Thomas                    |                                                                                     |
| 1966 | A Big Hand for the Little Lady                        | Mary                            |                                                                                     |
| 1966 | A Fine Madness                                        | Rhoda Shillitoe                 |                                                                                     |
| 1968 | Rachel, Rachel                                        | Rachel Cameron                  | Nominatie - Academy Award voor Beste Actrice; Golden Globe; Nominatie - BAFTA Award |
| 1969 | Winning                                               | Elora Capua                     |                                                                                     |
| 1970 | WUSA                                                  | Geraldine                       |                                                                                     |
| 1971 | They Might Be Giants                                  | Dr. Mildred Watson              |                                                                                     |
| 1971 | All the Way Home                                      | Mary Follet                     | TV                                                                                  |
| 1972 | The Effect of Gamma Rays on Man-in-the-Moon Marigolds | Beatrice                        | Beste Actrice (Cannes); Nominatie - Golden Globe                                    |
| 1973 | Summer Wishes, Winter Dreams                          | Rita Walden                     | Nominatie - Academy Award voor Beste Actrice; Nominatie - Golden Globe              |
| 1975 | The Drowning Pool                                     | Iris Devereaux                  |                                                                                     |
| 1976 | Sybil                                                 | Dr. Cornelia Wilbur             | TV; Nominatie - Emmy                                                                |
| 1977 | Come Back, Little Sheba                               | Lola Delaney                    | TV                                                                                  |
| 1978 | See How She Runs                                      | Betty Quinn                     | TV; Emmy Award                                                                      |
| 1978 | The End                                               | Jessica Lawson                  |                                                                                     |
| 1978 | A Christmas to Remember                               | Mildred McCloud                 | TV                                                                                  |
| 1979 | The Streets of L.A.                                   | Carol Schramm                   | TV                                                                                  |
| 1980 | The Shadow Box                                        | Beverly                         | TV                                                                                  |
| 1981 | Crisis at Central High                                | Elizabeth Huckaby               | TV; Nominatie - Emmy; Nominatie - Golden Globe                                      |
| 1982 | Candida                                               | Candida                         | TV                                                                                  |
| 1984 | Harry & Son                                           | Lilly                           |                                                                                     |
| 1984 | Passions                                              | Catherine Kennerly              | TV                                                                                  |
| 1985 | Do You Remember Love                                  | Barbara Wyatt-Hollis            | TV; Emmy Award; Nominatie - Golden Globe                                            |
| 1986 | Women - for America, for the World                    |                                 | Short documentary                                                                   |
| 1987 | The Glass Menagerie                                   | Amanda Wingfield                |                                                                                     |
| 1990 | Mr. and Mrs. Bridge                                   | India Bridge                    | Nominatie - Academy Award voor Beste Actrice; Nominatie - Golden Globe              |
| 1993 | Foreign Affairs                                       | Vinnie Miner                    | TV                                                                                  |
| 1993 | Blind Spot                                            | Nell Harrington                 | TV; Nominatie - Emmy Award                                                          |
| 1993 | The Age of Innocence                                  | Narrator (voice)                |                                                                                     |
| 1993 | Philadelphia                                          | Sarah Beckett                   |                                                                                     |
| 1994 | Breathing Lessons                                     | Maggie Moran                    | TV; Golden Globe; Nominatie - Emmy Award                                            |
| 1996 | Even If a Hundred Ogres...                            | Narrator (voice)                |                                                                                     |
| 2005 | Empire Falls                                          | Francine Whiting                | TV; Nominatie - Emmy Award; Nominatie - Golden Globe                                |